# Emilie Maresse-Paul
Emilie Maresse-Paul (1838-1900) là một nhà trí thức và nhà văn Trinidad của thế kỷ XIX. Là một trong những ví dụ duy nhất về các nhà trí thức phụ nữ thế kỷ XIX ở Tây Ấn thuộc Anh, bà viết về giáo dục thế tục và kiên quyết chống thuyết giáo quyền. Tin tưởng vào lý trí, bà đã giành được sự bình đẳng trước pháp luật và giảm định kiến chống lại mọi người vì màu da, giới tính hoặc địa vị xã hội của họ.

## Tiểu sử
Emilie Maresse sinh năm 1838 tại Trinidad. Bà là con gái của Prosper Maresse và một người đàn ông da màu tự do là hậu duệ của Narcisse St. Tour, người đã di cư đến Trinidad từ Martinique vào năm 1782. Được dạy kèm ở nhà bởi những gia sư, bà học văn học châu Âu và thông thạo cả tiếng Anh lẫn tiếng Pháp. Là một người tuân theo lý trí, bà đi theo những giá trị của Thời kì Khai sáng và có một thái độ thù địch rõ rệt đối với những luật lệ độc đoán và tôn giáo có tổ chức.
Ở tuổi mười tám, Maresse kết hôn với Alexander Smith và bà giữ nguyên tên thời con gái của mình, một hành động không thường tồn tại trong thời đại của bà. Bà cũng chắc chắn rằng hai đứa con của bà giữ tên của mình bằng cách sử dụng Maresse-Smith làm họ của chúng. Con trai của cặp vợ chồng, Edgar Maresse-Smith sẽ trở thành một nhân vật hàng đầu trong nền chính trị của Trinidad vào đầu thế kỷ XX. Smith chết sớm vào đầu những năm 1860, ngay sau khi Edgar chào đời.

### Mục lục sách tham khảo
- Brereton, Bridget (ngày 14 tháng 8 năm 2013). "A day of general rejoicing". Port of Spain, Trinidad: Trinidad Express Newspapers. Bản gốc lưu trữ ngày 17 tháng 8 năm 2013. Truy cập ngày 21 tháng 10 năm 2017.
- Brereton, Bridget (ngày 21 tháng 12 năm 2011). "Emilie Maresse-Paul: radical, feminist". Port of Spain, Trinidad: Trinidad Express Newspapers. Bản gốc lưu trữ ngày 17 tháng 2 năm 2012. Truy cập ngày 21 tháng 10 năm 2017.
- Brereton, Bridget (2002). Race Relations in Colonial Trinidad 1870-1900. Cambridge, England: Cambridge University Press. ISBN 978-0-521-52313-4.
- West-Duran, Alan (2002). Blacks in the Caribbean: A reference guide (ấn bản thứ 1). Westport, Connecticut: Greenwood Press. ISBN 0-313-31240-0.
- "Caribbean Scholarship". Georgetown, Guyana: Stabroek News. ngày 1 tháng 10 năm 2008. Bản gốc lưu trữ ngày 10 tháng 1 năm 2015. Truy cập ngày 21 tháng 10 năm 2017.